# Cephalaria elmaliensis
Cephalaria elmaliensis är en tvåhjärtbladig växtart som beskrevs av Hub.-mor. och Matthews. Cephalaria elmaliensis ingår i släktet jätteväddar, och familjen Dipsacaceae. Inga underarter finns listade i Catalogue of Life.